# Gornji Lakoš
Gornji Lakoš este o localitate din comuna Lendava, Slovenia, cu o populație de 438 de locuitori.